# Straufhain
Straufhain település Németországban, azon belül Türingiában. Lakosainak száma 2677 fő (2023. december 31.).

## A település részei
| - Adelhausen - Eishausen - Linden | - Massenhausen - Seidingstadt - Sophienthal | - Steinfeld - Stressenhausen - Streufdorf |

## Népesség
A település népességének változása:
| Lakosok száma | 2733 | 2728 | 2704 | 2738 | 2677 |
|               | 2017 | 2019 | 2021 | 2022 | 2023 |